# Vicia
Vicia és un gènere de plantes de la família Fabaceae.

## Distribució

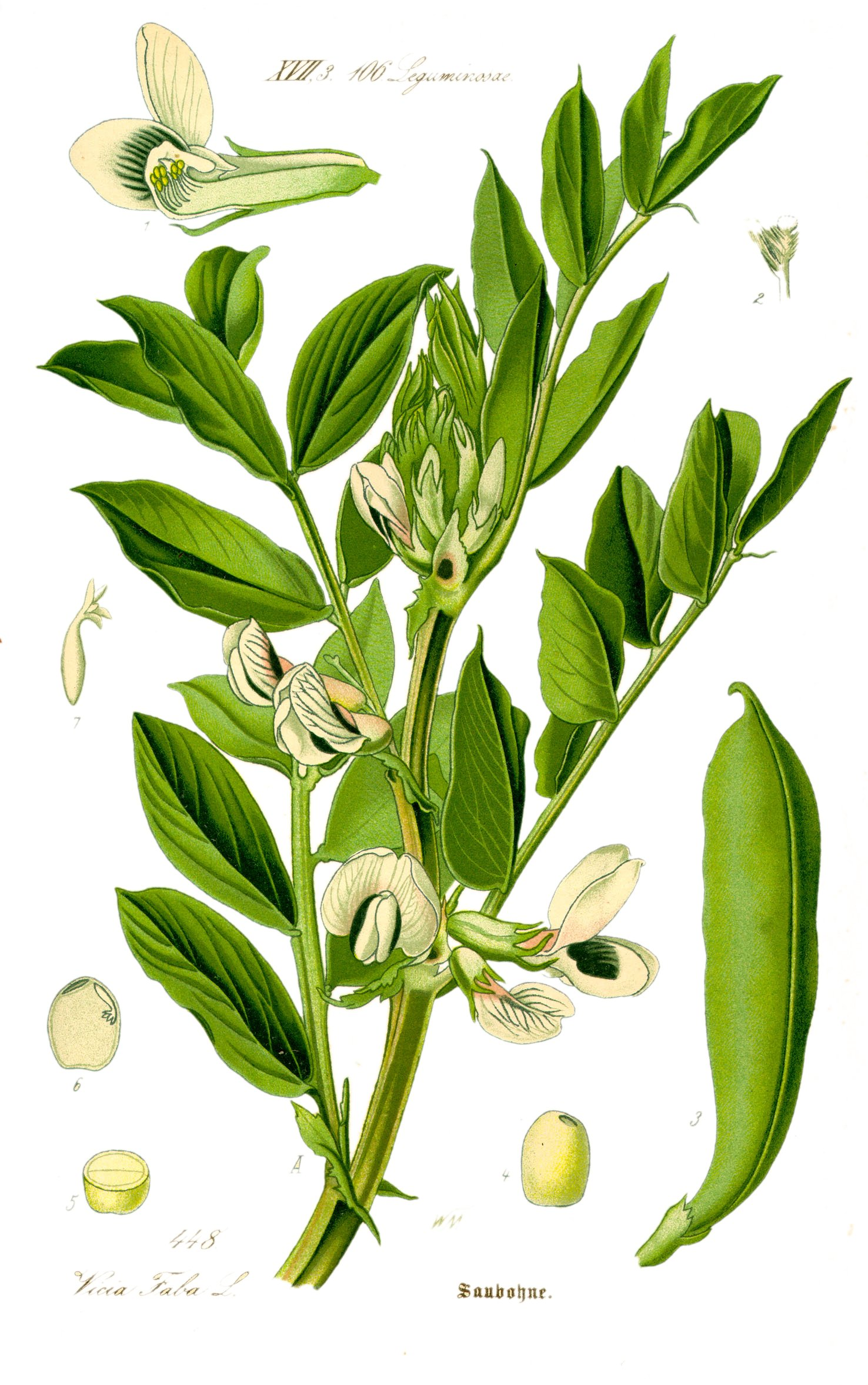
Vicia faba, la fava

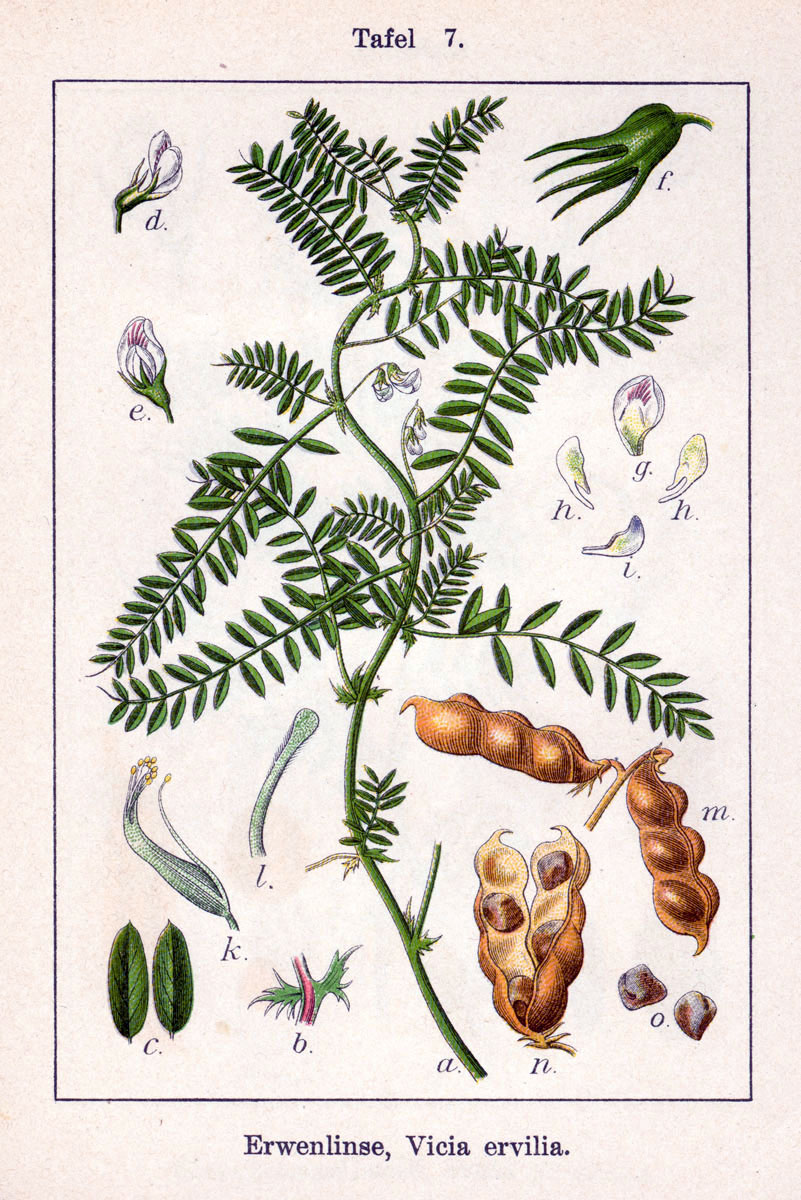
Vicia ervilia

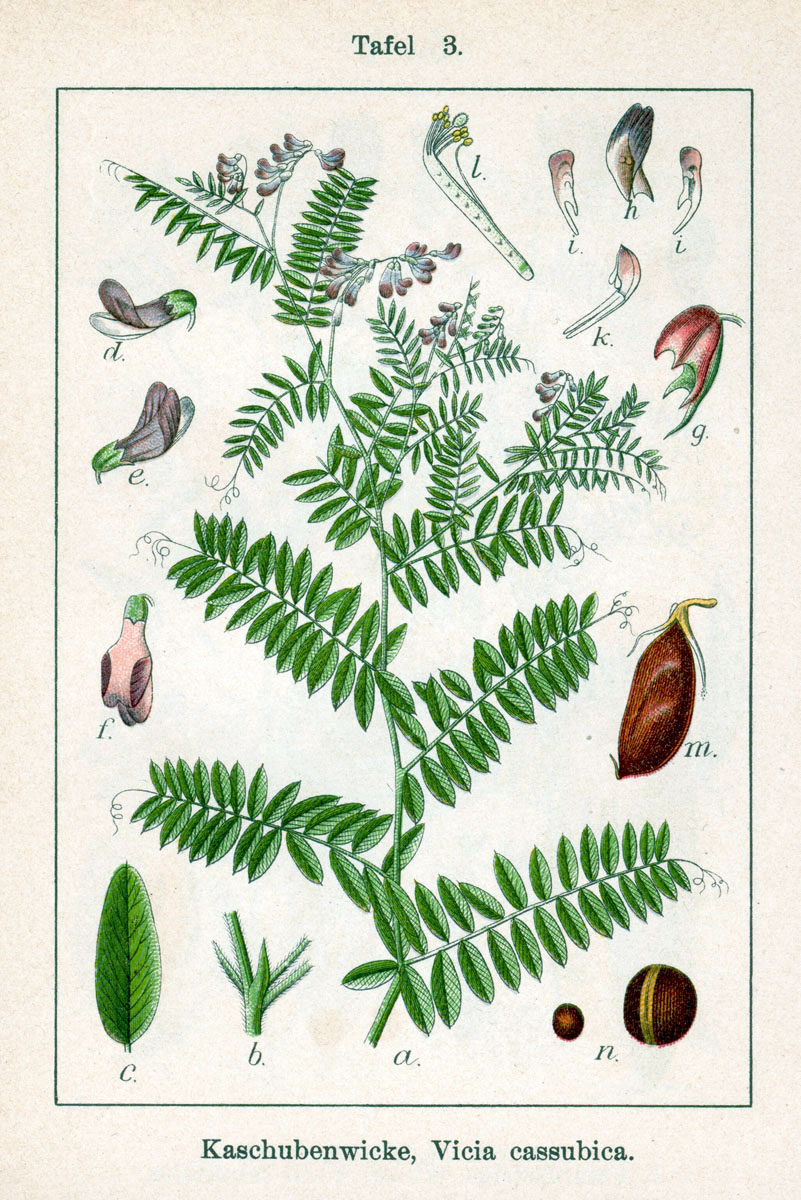
Vicia cassubica

Les plantes d'aquest gènere es presenten a les regions temperades de l'hemisferi nord i també a l'Amèrica del sud.

## Usos
L'única espècie del gènere Vicia conreada per consum humà és la fava (Vicia faba). Altres espècies es conreen com a plantes farratgeres per l'alimentació animal, com a gra o per incrementar el nivell d'humus del sòl un cop enterrades (adob verd). Aquest triple ús el té la veça, Vicia sativa.

## Taxonomia
En total hi ha unes 140 espècies del gènere Vicia. Les espècies presents als Països Catalans són:
- Vicia articulata
- Vicia bengalensis
- Vicia bifoliolata
- Vicia bithinica
- Vicia canescens subsp. argentea(=Vicia argentea)
- Vicia cassubica
- Vicia cracca (tres subespècies)
- Vicia disperma
- Vicia ervilia
- Vicia faba
- Vicia hirsuta
- Vicia hybrida
- Vicia lutea
- Vicia melanops
- Vicia lathyroides
- Vicia narbonensis
- Vicia onobrychioides
- Vicia pannonica
- Vicia peregrina
- Vicia pyrenaica
- Vicia sativa (tres subespècies)
- Vicia sepium
- Vicia tenuifolia
- Vicia tetrasperma
- Vicia villosa (quatre subespècies)

### Altres espècies
Entre les altres espècies cal mencionar:
- Vicia cassubica
- Vicia dumetorum
- Vicia lathyroides
- Vicia oroboides
- Vicia orobus
- Vicia pisiformis
- Vicia sylvatica
- Vicia tenuissima
- Vicia unijuga